# Krishnarajapura
Krishnarajapura é uma cidade e uma city municipal council no distrito de Bangalore, no estado indiano de Karnataka.

## Demografia
Segundo o censo de 2001, Krishnarajapura tinha uma população de 187 453 habitantes. Os indivíduos do sexo masculino constituem 52% da população e os do sexo feminino 48%. Krishnarajapura tem uma taxa de literacia de 78%, superior à média nacional de 59 5%: a literacia no sexo masculino é de 83% e no sexo feminino é de 71%. Em Krishnarajapura, 11% da população está abaixo dos 6 anos de idade.